# Grégoire Aslan
Grégoire Aslan, all'anagrafe Krikor Aslanian (Costantinopoli, 28 marzo 1908 – Cornovaglia, 8 gennaio 1982), è stato un attore armeno.

## Biografia
Aslan iniziò diciottenne la sua carriera artistica a Parigi come cantante, trombettista e batterista nella jazz band di Ray Ventura, per poi passare alla recitazione. Con il nome di Coco Aslan apparve in alcuni film musicali e durante la seconda guerra mondiale intraprese una tournée in Sudamerica con l'attore Louis Jouvet e fondò una propria compagnia teatrale. Nel secondo dopoguerra riprese la carriera cinematografica, e nel 1949 il regista Claude Autant-Lara lo diresse in uno dei suoi ruoli migliori, quello del Principe di Palestrie in Occupe-toi d'Amélie. Aslan e Autant-Lara si ritroveranno in altri due film, Arriva Fra' Cristoforo... (1951) e Una signora per bene (1953).
Aslan si affermò anche in campo internazionale per la sua versatilità nell'interpretare personaggi di ogni nazionalità, russi, francesi, italiani, tedeschi, albanesi e mediorientali. Tra i suoi ruoli più importanti, quello del boss "The Duke" in La legione dell'inferno (1955) di Ken Hughes, di Erode il grande in Il re dei re (1961) di Nicholas Ray, e di Potino in Cleopatra (1963) di Joseph L. Mankiewicz. Da ricordare anche l'interpretazione nel dramma Il diavolo alle 4 (1961), accanto a Frank Sinatra e Spencer Tracy, in cui impersonò il galeotto Marcel, un criminale che trova riscatto sacrificando la propria vita per salvare alcuni bambini dall'eruzione vulcanica di un'isola nei mari del Sud. Rivelò doti brillanti interpretando l'ambasciatore dell'Albania in Una Rolls-Royce gialla (1964), e il capo della polizia in Insieme a Parigi (1964) e in La Pantera Rosa colpisce ancora (1975). 
Fu attivo anche sul palcoscenico francese, in produzioni dal 1946 al 1981, dove ottenne un grande successo, in particolare nella pièce L'Invitation au Château di Jean Anouilh, in scena a Parigi nel 1953 al Théâtre de l'Atelier, in cui lavorò accanto a Brigitte Bardot ai suoi esordi, ritrovandola alcuni anni dopo nel film Una adorabile idiota (1964). La sua ultima apparizione cinematografica risale al 1979 nel film Incontri con uomini straordinari di Peter Brook. 
Sposato dal 1948 al 1955 con l'attrice teatrale francese Denise Noël, Aslan morì per un Infarto nel 1982, mentre si trovava in Cornovaglia.

## Filmografia parziale

### Cinema
- Un homme marche dans la ville, regia di Marcello Pagliero (1949)
- Cairo Road - Sulla via del Cairo (Cairo Road), regia di David MacDonald (1950)
- La gabbia d'oro (Cage of Gold), regia di Basil Dearden (1950)
- Arriva fra' Cristoforo... (L'Auberge rouge), regia di Claude Autant-Lara (1951)
- Provinciali a Parigi (Innocents in Paris), regia di Gordon Parry (1953)
- Una signora per bene (Le Bon Dieu sans confession), regia di Claude Autant-Lara (1953)
- Ricercato per omicidio (Cet homme est dangereux), regia di Jean Sacha (1953)
- Atto d'amore (Un acte d'amour), regia di Anatole Litvak (1953)
- Oasi (Oasis), regia di Yves Allégret (1955)
- Rapporto confidenziale (Mr. Arkadin), regia di Orson Welles (1955)
- La legione dell'inferno (Joe MacBeth), regia di Ken Hughes (1955)
- L'uomo dalle chiavi d'oro (L'Homme aux clefs d'or), regia di Léo Joannon (1956)
- Creature del male (L'Homme et l'enfant), regia di Raoul André (1956)
- Colui che deve morire (Celui qui doit mourir), regia di Jules Dassin (1957)
- I terroristi della metropoli (Les Suspects), regia di Jean Dréville (1957)
- Casinò de Paris (Casino de Paris), regia di André Hunebelle (1957)
- I fanatici (Les Fanatiques), regia di Alex Joffé (1957)
- Terra di ribellione (Windom's Way), regia di Ronald Neame (1957)
- Delitto in tuta nera (The Snorkel), regia di Guy Green (1958)
- Le radici del cielo (The Roots of Heaven), regia di John Huston (1958)
- Questione di pelle (Les Tripes au soleil), regia di Claude Bernard-Aubert (1959)
- Ombre sul Kilimangiaro (Killers of Kilimanjaro), regia di Richard Thorpe (1959)
- Il nostro agente all'Avana (Our Man in Havana), regia di Carol Reed (1959)
- Sotto dieci bandiere, regia di Duilio Coletti (1960)
- Giungla di cemento (The Concrete Jungle), regia di Joseph Losey (1960)
- I viaggi di Gulliver (The 3 Worlds of Gulliver), regia di Jack Sher (1960)
- Il re dei re (King of Kings), regia di Nicholas Ray (1961)
- Il diavolo alle 4 (The Devil at 4 O'Clock), regia di Mervyn LeRoy (1961)
- Furto su misura (The Happy Thieves), regia di George Marshall (1961)
- Cleopatra, regia di Joseph L. Mankiewicz (1963)
- Aimez-vous les femmes?, regia di Jean Léon (1964)
- Una adorabile idiota (Une ravissante idiote), regia di Édouard Molinaro (1964)
- Un priore per Scotland Yard (Crooks in Cloisters), regia di Jeremy Summers (1964)
- Una Rolls-Royce gialla (The Yellow Rolls-Royce), regia di Anthony Asquith (1964)
- Insieme a Parigi (Paris, When It Sizzles), regia di Richard Quine (1964)
- Il sole scotta a Cipro (The High Bright Sun), regia di Ralph Thomas (1964)
- Le meravigliose avventure di Marco Polo (Lo scacchiere di Dio) (La fabuleuse aventure de Marco Polo), regia di Denys de La Patellière (1965)
- Da un momento all'altro (Moment to Moment), regia di Mervyn LeRoy (1965)
- M 5 codice diamanti (A Man Could Get Killed), regia di Ronald Neame (1966)
- Il nostro uomo a Marrakesh (Our Man in Marrakesh), regia di Don Sharp (1966)
- Né onore né gloria (Lost Command), regia di Mark Robson (1966)
- La 25ª ora (La Vingt-cinquième heure), regia di Henri Verneuil (1967)
- Tiffany memorandum, regia di Sergio Grieco (1967)
- La pulce nell'orecchio (A Flea in Her Ear), regia di Jacques Charon (1968)
- Una su 13, regia di Nicolas Gessner (1969)
- Al soldo di tutte le bandiere (You Can't Win 'Em All), regia di Peter Collinson (1970)
- Improvvisamente una sera... un amore, regia di Sergio Gobbi (1972)
- Quello che già conosci del sesso e non prendi più sul serio (Sex-Shop), regia di Claude Berri (1972)
- Il viaggio fantastico di Sinbad (The Golden Voyage of Sinbad), regia di Gordon Hessler (1973)
- La Pantera Rosa colpisce ancora (The Return of the Pink Panther), regia di Blake Edwards (1975)
- Incontri con uomini straordinari (Meetings with Remarkable Men), regia di Peter Brook (1979)

### Televisione
- I gialli di Edgar Wallace (The Edgar Wallace Mystery Theatre) – serie TV, episodio 5x11 (1964)
- Le spie (I Spy) – serie TV, episodio 3x07 (1967)
- Si j'étais vous, regia di Ange Casta – film TV (1971)
- Il ritorno di Simon Templar (Return of the Saint) – serie TV, episodio 1x08 (1978)
- Il commissario Moulin (Commissaire Moulin) – serie TV, episodio 2x02 (1981)

## Doppiatori italiani
- Luigi Pavese in Rapporto confidenziale, Terra di ribellione, Il re dei re, Furto su misura
- Giorgio Capecchi in Arriva Fra' Cristoforo, Questione di pelle, Il diavolo alle 4
- Manlio Busoni in Casinò de Paris, Le meravigliose avventure di Marco Polo (Lo scacchiere di Dio)
- Arturo Dominici in La Pantera Rosa colpisce ancora
- Carlo Romano in Una adorabile idiota
- Gianfranco Bellini in Cleopatra